# Foundation-Zyklus
Der Foundation-Zyklus ist Teil des Werkes des Science-Fiction-Schriftstellers Isaac Asimov. Den bekanntesten und ursprünglich zentralen Teil bildet die Foundation-Trilogie (bestehend aus: Terminus, der letzte Planet bzw. Der Tausendjahresplan, Der Mutant bzw. Der galaktische General und Alle Wege führen nach Trantor), die den Untergang eines galaktischen Imperiums und den darauffolgenden Neuaufbau einer interstellaren menschlichen Zivilisation beschreibt. Asimov war bei der Schilderung stark beeinflusst von Edward Gibbons Klassiker Verfall und Untergang des Römischen Imperiums.
Zentrales Element ist die von dem Mathematiker Hari Seldon entwickelte fiktive Wissenschaft der Psychohistorik. Für den Aufbau der neuen Zivilisation wird das Tarnprojekt der Enzyklopädie-Foundation gegründet, deren vordergründiger Zweck die Sammlung allen Wissens in einer Encyclopaedia Galactica ist und die tatsächlich durch die Konzentration der besten Wissenschaftler ihrer Zeit Forschung und Entwicklung zu neuen Blüten treiben wird.
Später ergänzte Asimov die Foundation-Trilogie um weitere Werke, um sie mit seinen früheren Roboter- und Imperiumsromanen zu verbinden und einen kohärenten Foundation-Zyklus zu bilden. Nach seinem Tod wurde eine zweite Foundation-Trilogie von Gregory Benford, Greg Bear und David Brin geschrieben, die Asimovs Chronologie des Foundation-Universums ergänzt.

## Inhaltsübersicht
| Chronologie | Titel                                   | Alternativtitel                                    | Originaltitel                          | Erscheinungsjahr | Anmerkungen                                                           |
| 01.         | Ich, der Roboter                        | Ich, der Robot                                     | I, Robot                               | 1950             | Veröffentlicht als: Alle Roboter-Geschichten                          |
| 02.         | Geliebter Roboter                       |                                                    | Earth Is Room Enough                   | 1957             | Veröffentlicht als: Alle Roboter-Geschichten                          |
| 03.         | Der Zweihundertjährige                  |                                                    | The Bicentennial Man and Other Stories | 1976             | Veröffentlicht als: Alle Roboter-Geschichten                          |
| 04.         | Die Stahlhöhlen                         | Der Mann von drüben                                | The Caves of Steel                     | 1954             |                                                                       |
| 05.         | Die nackte Sonne                        | Mord unter fremder Sonne                           | The Naked Sun                          | 1957             |                                                                       |
| 06.         | Aurora oder Der Aufbruch zu den Sternen | Der Aufbruch zu den Sternen                        | The Robots of Dawn                     | 1983             |                                                                       |
| 07.         | Das galaktische Imperium                |                                                    | Robots and Empire                      | 1985             |                                                                       |
| 08.         | Sterne wie Staub                        | Tyrann                                             | The Stars, Like Dust                   | 1951             | Veröffentlicht als: Die frühe Foundation-Trilogie                     |
| 09.         | Ströme im All                           | Der fiebernde Planet                               | The Currents of Space                  | 1952             | Veröffentlicht als: Die frühe Foundation-Trilogie                     |
| 10.         | Ein Sandkorn am Himmel                  | Radioaktiv                                         | Pebble in the Sky                      | 1950             | Veröffentlicht als: Die frühe Foundation-Trilogie                     |
| 11.         | Die Rettung des Imperiums               |                                                    | Prelude to Foundation                  | 1988             |                                                                       |
| 12.         | Das Foundation-Projekt                  |                                                    | Forward the Foundation                 | 1993             |                                                                       |
| 13.         | Foundation                              | Terminus, der letzte Planet; Der Tausendjahresplan | Foundation                             | 1951             | Veröffentlicht als: Die Foundation-Trilogie                           |
| 14.         | Foundation und Imperium                 | Der Mutant; Der galaktische General                | Foundation and Empire                  | 1952             | Veröffentlicht als: Die Foundation-Trilogie                           |
| 15.         | Die zweite Foundation                   | Alle Wege führen nach Trantor                      | Second Foundation                      | 1953             | Veröffentlicht als: Die Foundation-Trilogie                           |
| 16.         | Die Suche nach der Erde                 |                                                    | Foundation’s Edge                      | 1982             |                                                                       |
| 17.         | Die Rückkehr zur Erde                   |                                                    | Foundation and Earth                   | 1986             |                                                                       |
| X           | Das Ende der Ewigkeit                   | Am Ende der Ewigkeit                               | The End of Eternity                    | 1955             | Außerhalb der normalen Zeitlinie, aber Teil des Foundation-Universums |

Der Zyklus umfasst, soweit die frühen Roboter-Geschichten berücksichtigt werden, einen Zeitraum von über 20.000 Jahren. Die eigentliche Hauptfigur des gesamten Zyklus ist der menschlich erscheinende Roboter R. Daneel Olivaw (das R zeigt an, dass es sich um einen Roboter handelt). Er tritt erstmals im zweiten Buch des Zyklus, Die Stahlhöhlen, auf und existiert über den gesamten Zyklus. Olivaw lenkt im Hintergrund und für die Menschen weitgehend unsichtbar die Geschicke der Menschheit in der gesamten Galaxis. So löst er bspw. während einer Phase der Stagnation der Menschheit eine zweite Besiedlungswelle der Menschen auf der Erde in die Milchstraße aus, er steuert als Berater des Kanzlers des galaktischen Imperiums mit sanfter Hand das Reich, initiiert die Erfindung der Psychohistorik durch Hari Seldon, beeinflusst sowohl die Foundation auf Terminus als auch auf Trantor und führt im letzten Buch die Weiterentwicklung der Menschheit zu einer Schwarmintelligenz auf dem Planeten Gaia herbei, die später die gesamte Galaxis umfassen soll.

### Roboter-Kurzgeschichten
Die Roboter-Kurzgeschichten führen in die Handlungsmuster und Denkweise der Roboter in Asimovs Romanen ein. Sie beschreiben die Entwicklung der Roboter und des sie herstellenden Unternehmens US Robot und Mechanical Brain A. G. (US Robots and Mechanical Men), die 1982 von Lawrence Robertson gegründet wurde. Die einzelnen Kurzgeschichten stellen dabei jeweils einen Aspekt, der sich aus den Robotergesetzen ergibt, in den Mittelpunkt. Dabei treten bevorzugt als Figuren die Roboterpsychologin Dr. Susan Calvin, der Leiter der Forschungsabteilung Dr. Alfred Lanning und sein Nachfolger Dr. Peter Bogert sowie die beiden Ingenieure Gregory Powell und Mike Donovan auf.

### Die Roboter-Romane
Die Roboter-Romane können auch als SF-Kriminalromane bezeichnet werden. Als zentrale Figur agiert der Kommissar der New Yorker Polizei Elijah Baley. Er löst auf der Erde und verschiedenen Welten Mordfälle, die immer im Zusammenhang mit Robotern stehen. Dabei trifft er auch gleich zu Beginn den Roboter R. Daneel Olivaw, der ihn zunächst als Assistent unterstützt und später zum Freund wird. Dieser Zeitabschnitt ist dadurch gekennzeichnet, dass die erste Besiedelungswelle von der Erde aus in den Weltraum stattgefunden hat. Dabei ist es zu einer Spaltung zwischen Erde und den besiedelten 50 Planeten, den Spacer-Welten gekommen. Die Spacer verstehen sich als die besseren Menschen und verhindern zunächst, dass weitere Welten durch die Menschen der Erde besiedelt werden. Durch die Manipulation von R. Giskard Reventlov, einem Roboter und Mentor von R. Daneel Olivaw, in deren Folge die Erde radioaktiv verseucht wird, startet eine zweite Besiedlungswelle der Menschen.

### Die Imperium-Romane
Als Imperium-Romane (englisch Trantorian Empire) wird die Trilogie bestehend aus den Romanen
- Radioaktiv…! (Pebble in the Sky, 1950) – deutsche Neuübersetzung als Ein Sandkorn am Himmel
- Sterne wie Staub (The Stars, Like Dust, 1951)
- Der fiebernde Planet (The Currents of Space, 1952) – deutsche Neuübersetzung als Ströme im All

bezeichnet.
Die drei Romane beschreiben die Zeit nach der weitgehenden Besiedlung der Galaxie durch die Menschen, die im Gegensatz zur ersten Besiedlungswelle weitgehend ohne Roboter stattfand. Es sind unterschiedliche Zivilisationen entstanden, die Ähnlichkeit mit der Zivilisation der ursprünglichen Erde schwindet ebenso wie die Kenntnis der Menschen um ihre Herkunft von nur einem einzigen Planeten. Es gibt Rivalitäten zwischen unabhängigen Machtblöcken, die jeweils Teile der Galaxis dominieren. Letztendlich entsteht das Galaktische Imperium, welches vom Planeten Trantor aus die gesamte besiedelte Galaxis beherrscht. 
Die chronologische Sortierung der Romane weicht dabei von der Erscheinungsreihenfolge ab:
- Sterne wie Staub: Es sind erst wenige Planeten der Galaxis besiedelt (einige tausend), die genaue Anzahl und die Reihenfolge der Besiedelung gelten als bekannt. Die besiedelten Planeten befinden sich alle noch mehr oder weniger in der Nähe der Erde, das Zentrum der Galaxis wurde noch nicht erreicht. Es gilt als allgemeiner Konsens, dass die Planeten von der Erde aus besiedelt wurden.
- Der fiebernde Planet: Die Menschheit hat sich über einen Großteil der Galaxis ausgebreitet. Der Planet Trantor, der spätere Hauptplanet des Galaktischen Imperiums, ist ebenfalls besiedelt, und Trantor ist ein sehr bedeutendes Königreich. Das galaktische Imperium existiert jedoch noch nicht. Eine Million Welten sind von Menschen besiedelt.
- Radioaktiv…!: Spielt in der zweiten Hälfte des ersten Jahrtausends des Galaktischen Imperiums (827 G. Ä. (Galaktische Ära)), dessen Hauptplanet Trantor ist. Einige Archäologen versuchen zu beweisen, dass die Menschheit von der Erde stammt. Dies wird von der öffentlichen Meinung außerhalb der Erde jedoch als unsinnig angesehen. 200 Millionen Welten sind von Menschen besiedelt.

In der Liste des Autors wird als Reihenfolge Der fiebernde Planet, Sterne wie Staub und Radioaktiv…! angegeben; in Sammelbänden findet sich teilweise eine nochmals abweichende Reihenfolge.

### Die Foundation-Romane
Die Foundation-Romane beschreiben eine Zeit ab dem Jahr 12.020 G. Ä. (Galaktische Ära) und enden etwa 377 F. Ä. (Foundation-Ära), wobei das Jahr 12.069 G. Ä. das Jahr 1 F. Ä. darstellt.

#### Vorgeschichte
Die Vorgeschichte umfasst die beiden von Asimov zuletzt verfassten Romane:
- Prelude to Foundation (1988) (deutsch: Die Rettung des Imperiums 1989)
- Forward the Foundation (1993) (deutsch: Das Foundation-Projekt 1995)

Das galaktische Imperium steht vordergründig in seiner vollen Blüte und beherrscht die Milchstraße mit rund 25 Millionen besiedelten Welten und Billionen von Menschen. Die Geschichte beginnt mit dem ersten Erscheinen des 33-jährigen Hari Seldon im Jahr 12.020 G. Ä. Er besucht Trantor, den Hauptplaneten des Imperiums, um die ersten Ideen seiner neuen Wissenschaft vorzustellen. Gesteuert von R. Daneel Olivaw, der hier in zwei weiteren Figuren als Eto Demerzel und Chetter Hummin auftritt, wird Seldon motiviert und angeleitet, die Wissenschaft und Mathematik der Psychohistorik zur Reife zu entwickeln. Mit Hilfe der Psychohistorik erkennt Seldon, dass der Niedergang des Imperiums aufgrund vieler verschiedener, zusammenspielender Faktoren unausweichlich ist und die folgende Zeit des Chaos und der Barbarei etwa 30.000 Jahre umfassen würde. Seldon wird von dem Gedanken geplagt und motiviert, wie diese Entwicklung aufgehalten oder zumindest abgeschwächt werden könnte. Mittels der Psychohistorik beginnt er, vage an einem Plan zu arbeiten, mittels dessen die Zeit des Interregnums auf 1.000 Jahre begrenzt und ein stabileres, neues Imperium sicher aufgebaut werden kann. Mit einer Kolonie von Wissenschaftlern, die die Geburtszelle des neuen Imperiums darstellen sollen, könnte diese Steuerung gelingen. Durch weitere, geschickte Manöver des R. Daneel Olivaw gelangt Seldon zunehmend in Positionen auf Trantor, von denen aus er seinen Plan ausbauen und schließlich in die Tat umsetzen kann.

#### Die Trilogie
Die Trilogie bestand ursprünglich aus Sammlungen von Kurzgeschichten, die sukzessive in den folgenden drei Bänden veröffentlicht wurden:
- Foundation (1951, deutsch: Terminus, der letzte Planet, auch unter dem Titel: Der Tausendjahresplan)
- Foundation and Empire (1952, deutsch: Der Mutant, auch unter dem Titel: Der galaktische General)
- Second Foundation (1953, deutsch: Alle Wege führen nach Trantor)

Die Trilogie setzt mit dem letzten Lebensjahr Hari Seldons auf Trantor ein. Geschickt motiviert Seldon die kaiserliche Hierarchie dazu, die Foundation auf Terminus, einem Planeten am Rande der von Menschen besiedelten Milchstraße zu gründen. 100.000 Wissenschaftler werden nach Terminus umgesiedelt und arbeiten dort vorgeblich an der Enzyklopaedia Galactica. Durch den langsamen Niedergang des Imperiums lösen sich allmählich die äußeren Provinzen vom galaktischen Reich und Terminus steht isoliert da. Durch den Fokus auf Wissenschaft und nichtmilitärische Lösungen angesichts stets wiederkehrender Konflikte, aber auch aufgrund manipulativer Strategien (Schaffung einer künstlichen „Wissenschaftsreligion“, dann wirtschaftliche und technologische Abhängigkeiten) gelingt es der Foundation, ihre Unabhängigkeit zu wahren und ihren Einfluss auf die umliegenden Königreiche und Republiken auszudehnen.
In unregelmäßigen Abständen gelangen die Regierenden der Foundation an Aufzeichnungen Hari Seldons, der die stattfindenden Krisen aus der Vergangenheit heraus mittels der Psychohistorik beschreibt und den Weg zu deren Lösung weist. Infolgedessen gelingt es der Foundation, jeweils gestärkt aus Konflikten hervorzugehen, und sie begreift sich als Keimzelle des nächsten Imperiums. Im Inneren entwickelte sich die Foundation zeitweise zu einer technologisch-religiösen Gesellschaft (beginnend unter Salvor Hardin, wobei die Religion zur Expansion genutzt wurde) und dann zu einer (aufgrund ihrer wirtschaftlichen Erfolge, die vor allem die Elite bereichern) halb-tyrannischen Oligarchie, gegen die sich intern ein demokratischer Widerstand formierte.
Währenddessen bricht das galaktische Imperium nach und nach auseinander. Neben der Abspaltung ganzer Provinzen kommt es zu zahlreichen internen Konflikten und Bürgerkriegen, gleichzeitig schreitet der technologische Verfall fort. Aber selbst gut zwei Jahrhunderte nach Seldons Tod übt das nun geschrumpfte Imperium die Kontrolle über die wirtschaftlich starken und bevölkerungsreichen Kernwelten aus. Der letzte starke Kaiser, Cleon II., überlässt es seinem überaus talentierten General Bel Riose, militärisch gegen die Foundation vorzugehen (rund 200 Jahre nach Gründung der Foundation). Bel Riose ist so erfolgreich, dass er wohl die Foundation besiegt hätte. Doch kurz vor seinem Ziel wurde er auf Befehl Cleons II. abberufen und anschließend exekutiert. Seldon hatte vorausgesagt, dass schwache Kaiser keine Gefahr für die Foundation sein würden, da starke Generäle sich auf die Erringung des Kaiserthrons konzentrieren würden. Starke Kaiser aber würden den hohen Militärs stets misstrauen und Verrat befürchten. Im Anschluss daran beschleunigte sich der Zerfall des Imperiums rasant, immer mehr Welten sagten sich los und zu Warlords gewordene imperiale Generäle führten stetig Kriege im Inneren. Trantor wurde schließlich sogar geplündert.
In der gesamten Zeit beschäftigt die Foundation sich auch immer wieder mit der ihr unbekannten Zweiten Foundation, die angeblich auf Star’s End beheimatet ist. Durch einen Mutanten (im Original The Mule, deutsch Das Maultier, in einigen deutschen Ausgaben: Der Fuchs), der in der Lage ist, Menschen über ihre Gefühle für ihn zu absolut treuen Anhängern zu machen, weicht die Entwicklung der Foundation von Seldons Plan ab und wird gefährdet. Da die Psychohistorik nur das Verhalten von Menschenmassen, aber nicht extrem machtvolle Fähigkeiten einzelner Individuen vorhersagen kann, war dies für Seldons Psychohistorik nicht zu kalkulieren. Um wieder auf den Weg des Seldon-Plans zu gelangen, muss die zweite Foundation über das ursprünglich vorgesehene Maß aktiv werden und das Maultier neutralisieren. Dies wird letztlich durch einen – unbeeinflussten – Menschen erreicht, dabei eröffnet die zweite Foundation jedoch der ersten Foundation ihre Existenz und regt dadurch intensive Nachforschungen an. Die instinktive Abwehr dagegen, von der zweiten Foundation beherrscht zu werden, gefährdet nun deren offenbar gewordene Existenz und dadurch ebenfalls den Seldon-Plan. Es gelingt der zweiten Foundation, dieses Problem zu lösen und die erste Foundation von ihrer Vernichtung zu überzeugen. Damit bleibt am Ende des dritten Buches ca. im Jahr 377 F. Ä. und somit nach rund einem Drittel des Interregnums immer noch die Aussicht auf ein Gelingen des Seldon-Planes. Das Maultier eroberte (rund 100 Jahre nach Cleon II.) zwar weite Teile des nun zerbrochenen Imperiums und gründete die Union der Welten, die mit seinem Tod aber auch rasch wieder zerbrach. Die erste Foundation gewinnt wieder an Macht. Gut weitere 100 Jahre später verlieren die konservativen Kräfte die Herrschaft über die erste Foundation.
Die Trilogie und somit die Serie nahm ihren Anfang in einer Reihe von Kurzgeschichten. Dies ist der Trilogie auch in Romanform deutlich anzumerken, da sich ihre Bücher jeweils in verschiedene Teile gliedern, die mit Abständen von Jahrzehnten oder Jahrhunderten zueinander jeweils einen Vorfall in der fiktiven galaktischen Geschichte schildern. Inhaltlich von Edward Gibbons The History of the Decline and Fall of the Roman Empire inspiriert, werden Erklärungsmuster historischer Abläufe und ihre Deutungen behandelt. Zusammengestellt ergaben die Geschichten Der Tausendjahresplan, das erste Buch der Trilogie, danach folgten Der galaktische General und Alle Wege führen nach Trantor.

#### Fortsetzungen
Anfang der 1980er Jahre begann Asimov mit der Fortsetzung der ursprünglichen Trilogie. Zunächst erschienen die beiden Bände:
- Die Suche nach der Erde (englisch Foundation’s Edge)
- Die Rückkehr zur Erde (engl. Foundation and Earth)

Die Fortsetzung setzt 498 Jahre nach der Entstehung der Foundation ein. Hauptfigur der beiden Bücher ist Golan Trevize, der sich auf die Suche nach der Erde, dem Ursprung der Menschen, macht. Er wird dabei von dem Historiker Janov Pelorat begleitet. Auf dieser Suche treffen sie Gaia, eine Schwarmintelligenz, die einen gesamten Planeten umfasst. Die Schwarmintelligenz umfasst alle Menschen sowie alle belebte und unbelebte Natur des Planeten, die telepathisch miteinander verbunden sind. Jedes Teil dieser Schwarmintelligenz ist aber auch weiterhin als Individuum aktiv. Gaia nimmt durch eine Frau namens Ywonnobiarella, kurz Wonne, auch an der Suche teil.
Bei der Suche wird bald erkennbar, dass die Hinweise auf die Erde bewusst – und auch in jüngster Zeit – vernichtet wurden. Als weitere Person finden sie Fallom, das als Hermaphrodit weder Mann noch Frau ist. Neben dieser Zweigeschlechtlichkeit, die bewusst auf dem Planeten Solaria herbeigeführt wurde, hat Fallom weitere, besondere Fähigkeiten. Trotz aller Hindernisse finden die Vier schließlich die Erde: radioaktiv und völlig unbewohnbar. Auf dem Mond befindet sich aber eine Kolonie von Robotern, geführt von R. Daneel Olivaw. Er offenbart ihnen, dass er die Suche gewollt hat, sie durch die Vernichtung von Hinweisen gelenkt hat und auch für das Entstehen von Gaia verantwortlich ist. Er konnte aber nicht die Entscheidung treffen, ob der Weg der Menschheit der Übergang in eine Schwarmintelligenz oder des individuellen Daseins sein soll. Diese Entscheidung hat Trevize, auf Grund seiner besonderen Fähigkeit, richtige Entscheidungen zu treffen, zu Gunsten von Gaia getroffen. Mit Fallom beginnt nun die weitere Entwicklung der Menschheit von Gaia, einer Intelligenz auf einem Planeten, zu Galaxia, die verbundene Intelligenz der gesamten Galaxie.
Gut 30 Jahre nach dem Erscheinen der ersten drei Bücher gab Asimov dem Druck seiner Fans nach und schrieb zwei Fortsetzungen: Die Suche nach der Erde (englisch Foundation’s Edge) und Die Rückkehr zur Erde (engl. Foundation and Earth). Allerdings gelang ihm kein wirklicher Abschluss; Andeutungen am Ende des letzten Bandes erlauben ganz neue Entwicklungen, die Asimov aber nicht weiterführte. Seine Witwe Janet Asimov schreibt in der Biographie über ihren Mann, dass ihm die Ideen ausgegangen seien. Dagegen gelang es ihm, den Foundation-Zyklus an seine früheren Roboter- und Imperium-Bücher anzubinden mit den beiden Büchern: Der Aufbruch zu den Sternen (engl. The Robots of Dawn) und Das galaktische Imperium (engl. Robots and Empire).
Da die ursprüngliche Trilogie nur 500 der 1.000 Jahre der Übergangszeit abdeckt, baten die Nachlassverwalter Asimovs Gregory Benford, einen weiteren Foundation-Roman zu schreiben. Hieraus wurde, zusammen mit je einem Roman von Greg Bear und David Brin, die zweite Trilogie, die chronologisch vor der ersten steht. In der Folgezeit haben auch andere Schriftsteller versucht, ihre Geschichten im Foundation-Universum anzusiedeln (Foundation’s Friends, Stories in Honor of Isaac Asimov).

#### Absolute Chronologie
Im ersten Roman, in dem Daneel Olivaw geschaffen wird und erstmals mit Elijah Baley kooperiert (Der Mann von drüben; engl. The Caves of Steel), erfährt der Leser, dass New York seit 3.300 Jahren existiert. Da New York im 17. Jahrhundert gegründet wurde, lebte Baley um das Jahr 5.000 unserer Zeitrechnung. Im letzten Band (Die Rückkehr zur Erde; engl. Foundation and Earth) teilt Daneel Golan Trevize mit, dass er seit 20.000 Jahren existiert. Das Treffen der beiden findet also ungefähr im Jahr 25.000 statt.

## Figuren
- Elijah Baley: Kommissar der New Yorker Polizei. Er löst verschiedene Mordfälle, ist der Vater von Bentley Baley und ist tausende Jahre später eine mythologische Figur der Geschichten der Galaxis.
- Dr. Susan Calvin: Eine Roboter-Psychologin, die 1982 geboren ist und die Entwicklung der ersten Roboter begleitet.
- Gladia Delmarre, später Gladia Solaria: Ist in zwei von Elijah Baleys Fälle verwickelt und unwissentlich an der radioaktiven Verseuchung der Erde beteiligt.
- Fallom: Ein Hermaphrodit (sowohl Mann als auch Frau) vom Planeten Solaria mit weiteren, besonderen Fähigkeiten. Sie wird von Golan Trevize gefunden.
- Han Fastolfe: Robotiker von Aurora, dem führenden Spacerplaneten. Erbauer von R. Daneel Olivaw.
- Gaia: Eine Schwarmintelligenz auf dem Planeten Gaia, die sowohl die Menschen dort als auch alle belebte und unbelebte Natur umfasst.
- Salvor Hardin: Einer der größten Bürgermeister mit fünf Amtszeiten, der je in Terminus regiert hat. Während seiner Zeit als Bürgermeister nahm er an der ersten Seldon-Aufnahme im Zeitgewölbe teil und enthüllte die Bedeutungslosigkeit der Enzyklopädie; in der daraus resultierenden Verwirrung stürzte er den damaligen Regierungsrat und übernahm die Macht.
- Das Maultier, auch Magnifico: Ein Mutant, der die Emotionen von Menschen so verändern kann, dass sie seine Anhänger werden. Später wird erklärt, dass er wahrscheinlich von Gaia stammt. Ihm gelang die Eroberung weiter Teile des zerbrochenen Imperiums.
- Hober Mallow: Ein Meisterhändler smyrnischer Abstammung, der dafür bekannt war, dass er der Politik, den Wissenschaftskult von Salvor Hardin zur Unterstützung der Expansion der Foundation zu nutzen, ein Ende setzte. Er absolvierte mehrere erfolgreiche Amtszeiten als Bürgermeister von Terminus City.
- Janov Pelorat: Ein Historiker, der sich mit der Erde beschäftigt. Zusammen mit Golan Trevize sucht und findet er die Erde.
- R. Daneel Olivaw, auch Eto Demerzel oder Chetter Hummin: Ein Roboter, der von Roj Nemennuh Sarton und Dr. Han Fastolfe vom Planeten Aurora in Spacetown auf der Erde im Jahr 5.020 gebaut wurde. Er ist die eigentliche Hauptfigur des gesamten Zyklus. Er erklärt im letzten Buch alle noch fehlenden Zusammenhänge und gibt den Ausblick auf die weitere Entwicklung.
- R. Giskard Reventlov: Ein Roboter, der die Fähigkeit hat, menschliches Handeln durch mentale Beeinflussung zu steuern. Als Mentor gibt er dieses Wissen an R. Daneel Olivaw weiter.
- Hari Seldon: Der Gründer der Wissenschaft der Psychohistorik und Initiator der Kolonie der Foundation auf Trantor.
- Cleon I: Kaiser des galaktischen Imperiums und wichtiger Förderer von Hari Seldon.
- Cleon II.: Der letzte starke Kaiser des Imperiums, der aber seinem erfolgreichsten General, Bel Riose, nicht vertraute und seine Hinrichtung befahl. Seldon hatte vorausgesagt, dass schwache Kaiser keine Gefahr für die Foundation darstellen, starke Kaiser aber zu misstrauisch sein würden, ihren erfolgreichen Militärs zu vertrauen.
- Bel Riose: Der letzte bedeutende imperiale General und ein militärisches Genie. Ihm wäre wohl der Sieg über die Foundation gelungen, wenn ihm Kaiser Cleon II. vertraut hätte. So wurde der tatsächlich loyale General abberufen und anschließend exekutiert.
- Golan Trevize: Ein Ratsherr um 500 F. Ä., der die Erde sucht und findet. Zudem entscheidet er aufgrund seiner besonderen Fähigkeiten die weitere Entwicklung der Menschheit zur Schwarmintelligenz.
- Ywonnobiarella, kurz Wonne: Eine Frau, die Teil der Schwarmintelligenz Gaia ist. Sie begleitet Golan Trevize.

## Schauplätze

### Der Planet Terminus
Der wichtigste Planet im Hauptgeschehen der Foundation-Romane ist der Planet Terminus („Endpunkt“, aber auch „Endstation“) als Sitz der Foundation. Kurz vor dem Beginn des Untergangs des Imperiums schaffte Hari Seldon unter dem Vorwand, die Encyclopedia Galactica zu verfassen, viele fähige Wissenschaftler auf den erdähnlichen, jedoch rohstoffarmen Planeten Terminus. Dieser liegt in der äußersten Peripherie des Imperiums, woher auch der Name Terminus stammt. Dort sollten sie nach Seldons Plan die Wogen des drohenden Untergangs überstehen, um innerhalb der nächsten 1000 Jahre das Imperium wieder aufzubauen.
Sehr bald nach dem Beginn des Foundation-Projekts wurde Terminus tatsächlich vom Imperium politisch abgetrennt. Aufgrund seines technologischen Wissens (vornehmlich um die Atomenergie) erlangte Terminus schnell großen Einfluss in der lokalen Gruppe der Planeten – trotz der geringen Ressourcen, die zur Verfügung standen und der beständigen Angriffe seiner Nachbarn und des Imperiums.

### Der Planet Trantor
Die Hauptwelt des Galaktischen Imperiums in Isaac Asimovs Foundation-Zyklus und gleichzeitig Sitz des Kaisers ist der nahe dem galaktischen Zentrum gelegene Planet Trantor.
Der gesamte Planet wurde infolge des durch die fortschreitende Urbanisierung schlechter werdenden Klimas komplett überkuppelt. Einzige Ausnahme ist der kaiserliche Distrikt, der nicht überdacht ist. Die Kuppeln sind im Durchschnitt nur wenige hundert Fuß hoch, allerdings wurde bis zu mehreren Meilen in die Tiefe gebaut.
Die Gesamtbevölkerung des Planeten zu Beginn der Foundation-Romane beträgt ca. 40 Milliarden, wobei sich die Bevölkerung in Distrikte aufteilt, die sehr verschiedene Kulturen und Dialekte aufweisen können. Größter und eigentlich wichtigster Distrikt ist der am Südpol gelegene Wye, der die überschüssige Niedertemperaturwärme der technischen Anlagen in den Weltraum abstrahlt. Neben den Wohnbezirken lassen sich
Industrieanlagen genauso finden wie Parkanlagen und Lehreinrichtungen.
Der Planet ist Energieeigenproduzent, allerdings müssen wegen der hohen Bevölkerungszahl trotz hydroponischer Gärten zusätzlich Nahrungsmittel von Agrarplaneten eingeführt werden. Hauptenergielieferant ist, neben
Solarsatelliten und Kernkraftwerken, die geothermale Energie. Diese wird über die „Glutsümpfe“ gewonnen. Die Menschen, die dort leben, werden im Allgemeinen wegen ihrer niederen Arbeit gering geschätzt.

### Star’s End
Star’s End ist Sitz der Zweiten Foundation, die ebenfalls von Hari Seldon gegründet wurde. Der Planet soll sich, von Terminus aus gesehen, am anderen Ende der Galaxis befinden. Er soll die geisteswissenschaftliche Hälfte der Foundation sein, damit ein Gleichgewicht mit der technologischen ersten Foundation eintreten kann.
Tatsächlich ist Trantor der Sitz der zweiten Foundation und damit Star’s End. Der Trugschluss der Wissenschaftler von Terminus, dass „am anderen Ende“ in Wirklichkeit „auf der gegenüberliegenden Seite“ bedeutet und nicht das Gegenteil von „am Rande“, hat sie auf der Suche nach Star’s End jahrhundertelang im Dunkeln tappen lassen. Auf Star’s End perfektioniert die zweite Foundation die Psychohistorik, um die Geschehnisse innerhalb der ersten Foundation mit mathematischen Mitteln vorherzuberechnen.

### Gaia
Gaia ist ein Planet und gleichzeitig die Bezeichnung der dort existierenden Schwarmintelligenz. Dieser Schwarm umfasst neben den Menschen alle weitere Fauna und Flora des Planeten. Gaia entstand durch die Planung von R. Daneel Olivaw als Weiterentwicklung der Menschheit. Es stellt sich heraus, dass es aber auch nur ein Zwischenstadium ist. Die von R. Daneel Olivaw vorgesehene Zukunft sieht eine Schwarmintelligenz über die gesamte Galaxie vor.

## Bibliografie

### Trantorian Empire / Imperium von Trantor
Frühe Kurzgeschichten
- Blind Alley (in: Astounding Science Fiction, March 1945)
  - Deutsch: Sackgasse. Übersetzt von Joachim Körber. In: Hans Joachim Alpers und Harald Pusch (Hrsg.): Isaac Asimov – der Tausendjahresplaner. Corian (Edition Futurum #2), 1984, ISBN 3-89048-202-3. Auch in: Isaac Asimov: Die Asimov-Chronik: Robot ist verloren. Heyne (Allgemeine Reihe #8199), 1991, ISBN 3-453-04602-1.
- The Psychohistorians (1951, in: Isaac Asimov: Foundation)
  - Deutsch: Die Psychohistoriker. In: Isaac Asimov: Der Tausendjahresplan. Übersetzt von Wulf H. Bergner. Heyne (SF&F #3080), 1966.

Trantorian Empire / Imperium-Romane / Frühe Foundation-Trilogie
- 1 Pebble in the Sky (1950)
  - Deutsch: Radioaktiv …! Übersetzt von Iris Foerster und Rolf H. Foerster. Goldmanns Zukunftsromane #7, 1960, DNB 450152022. Auch als: Ein Sandkorn am Himmel. Übersetzt von Irene Holicki. In: Isaac Asimov: Die Größe des Imperiums. 1997.
- 2 Tyrann (3 Teile in: Galaxy Science Fiction, January 1951 ff.; auch: The Rebellious Stars, 1954; auch: The Stars Like Dust, 1958; auch: The Stars, Like Dust, 1993)
  - Deutsch: Sterne wie Staub. Übersetzt von Else Sticken. Goldmanns Zukunftsromane #2, 1960, DNB 450152065. Auch als: Sterne wie Staub. Übersetzt von Irene Holicki. In: Isaac Asimov: Die Größe des Imperiums. 1997.
- 3 The Currents of Space (3 Teile in: Astounding Science Fiction, October 1952 ff.)
  - Deutsch: Der fiebernde Planet. Übersetzt von Iris Foerster and Rolf H. Foerster. Goldmanns Zukunftsromane #1, 1960. Auch als: Ströme im All. Übersetzt von Irene Holicki. In: Isaac Asimov: Die Größe des Imperiums. 1997.
- Triangle (Sammelausgabe von 3 Romanen; 1961; auch: An Isaac Asimov Second Omnibus, 1969; auch: The Empire Novels, 2002)

Sammelausgaben:
- Das Imperium von Trantor. Übersetzt von Iris Foerster, Rolf H. Foerster und Else Sticken. Goldmann SF #23500, München 1985, ISBN 3-442-23500-6.
- Die Größe des Imperiums. Übersetzt von Irene Holicki. Heyne SF&F #8106, 1997, ISBN 3-453-12771-4. Auch als: Die frühe Foundation-Trilogie. Übersetzt von Irene Holicki. Heyne SF Warp 7 #7033, München 2001, ISBN 3-453-19657-0.

### Foundation-Romane
Kurzgeschichten und Erstveröffentlichungen zur Foundation-Trilogie
- 1 Foundation (in: Astounding Science-Fiction, May 1942; auch: The Encyclopedists, 1951)
  - Deutsch: Die Enzyklopädisten. In: Isaac Asimov: Der Tausendjahresplan. Übersetzt von Wulf H. Bergner. Heyne (SF&F #3080), 1966. Auch als: Basis. In: Isaac Asimov und Martin H. Greenberg: Die besten Stories von 1942. Moewig (Playboy Science Fiction #6717), 1981, ISBN 3-8118-6717-2. Auch als: Die Stiftung. In: Brian W. Aldiss und Wolfgang Jeschke (Hrsg.): Titan 18. Heyne (SF&F #3920), 1982, ISBN 3-453-30846-8. Auch als: Foundation. In: Isaac Asimov: Die Foundation-Trilogie. Übersetzt von Rosemarie Hundertmarck. Heyne (Bibliothek der Science Fiction Literatur #79), 1991, ISBN 3-453-04265-4.
- 2 Bridle and Saddle (in: Astounding Science-Fiction, June 1942; auch: The Mayors, 1951)
  - Deutsch: Der Bürgermeister. In: Isaac Asimov: Der Tausendjahresplan. Übersetzt von Wulf H. Bergner. Heyne (SF&F #3080), 1966.
- 3 The Big and the Little (in: Astounding Science Fiction, August 1944; auch: The Merchant Princes, 1951)
  - Deutsch: Die Handelsherren. In: Isaac Asimov: Der Tausendjahresplan. Übersetzt von Wulf H. Bergner. Heyne (SF&F #3080), 1966.
- 4 The Wedge (in: Astounding Science Fiction, October 1944; auch: The Traders, 1951)
  - Deutsch: Die Händler. In: Isaac Asimov: Der Tausendjahresplan. Übersetzt von Wulf H. Bergner. Heyne (SF&F #3080), 1966.
- 5 Dead Hand (in: Astounding Science Fiction, April 1945; auch: The General, 1952)
  - Deutsch: Der General. In: Isaac Asimov: Der galaktische General. Übersetzt von Wulf H. Bergner. Heyne (SF&F #3082), 1966.
- 6 The Mule (2 Teile in: Astounding Science Fiction, November 1945 ff.)
  - Deutsch: Der Mutant. In: Isaac Asimov: Der galaktische General. Übersetzt von Wulf H. Bergner. Heyne (SF&F #3082), 1966.
- 7 Now You See It … (in: Astounding Science Fiction, January 1948; auch: Search by the Mule, 1953)
  - Deutsch: Die Suche durch den Fuchs. In: Isaac Asimov: Alle Wege führen nach Trantor. Übersetzt von Wulf H. Bergner. Heyne (SF&F #3084), 1966.
- 8 … and Now You Don’t (3 Teile in: Astounding Science Fiction, November 1949 ff.; auch: Search by the Foundation, 1953)
  - Deutsch: Die Suche durch die Fundation. In: Isaac Asimov: Alle Wege führen nach Trantor. Übersetzt von Wulf H. Bergner. Heyne (SF&F #3084), 1966.

Foundation-Trilogie und Fortsetzungen
- 1 Foundation (1951; auch: The 1,000 Year Plan, 1955)
  - Deutsch: Terminus, der letzte Planet. Übersetzt von Lothar Heinecke. Moewig (Terra Sonderband #22), 1959. Auch als: Der Tausendjahresplan. Übersetzt von Wulf H. Bergner. Heyne SF&F #3080, 1966.
- 2 Foundation and Empire (1952; auch: The Man Who Upset the Universe, 1955)
  - Deutsch: Der Mutant. Übersetzt von Lothar Heinecke. Moewig (Terra Sonderband #26), 1960. Auch als: Der galaktische General. Übersetzt von Lothar Heinecke. Moewig (Terra Sonderband #24), 1960. Auch als: Der galaktische General. Übersetzt von Wulf H. Bergner. Heyne (SF&F #3082), 1966. Auch als: Stiftung und Imperium. In: Isaac Asimov: Die Psychohistoriker. Bastei Lübbe (Paperback #28108), 1983, ISBN 3-404-28108-X. Auch als: Foundation und Imperium. In: Isaac Asimov: Die Foundation-Trilogie. Übersetzt von Rosemarie Hundertmarck. Heyne (Bibliothek der Science Fiction Literatur #79), 1991, ISBN 3-453-04265-4.
- 3 Second Foundation (1953; auch: 2nd Foundation: Galactic Empire, 1958)
  - Deutsch: Alle Wege führen nach Trantor. Übersetzt von Lothar Heinecke. Moewig (Terra Sonderband #28), 1960. Auch als: Alle Wege führen nach Trantor. Übersetzt von Wulf H. Bergner. Heyne SF&F #3084, 1966.
- 4 Foundation’s Edge (1982)
  - Deutsch: Auf der Suche nach der Erde. Übersetzt von Horst Pukallus. Heyne (Allgemeine Reihe #6401), 1984, ISBN 3-453-01941-5.
- 5 Foundation and Earth (1986)
  - Deutsch: Die Rückkehr zur Erde. Übersetzt von Heinz Zwack. Heyne (Allgemeine Reihe #6861), 1987, ISBN 3-453-00259-8.
- 6 Prelude to Foundation (1988)
  - Deutsch: Die Rettung des Imperiums. Übersetzt von Heinz Zwack. Heyne (Allgemeine Reihe #7815), 1989, ISBN 3-453-02914-3.
- 7 Forward the Foundation (1993)
  - Deutsch: Das Foundation-Projekt. Übersetzt von Irene Holicki. Heyne (Allgemeine Reihe #9563), 1995, ISBN 3-453-08873-5.

Sammelausgaben:
- The Foundation Trilogy (Sammelausgabe von 1–3; 1963; auch: An Isaac Asimov Omnibus, 1966)
- The Foundation Trilogy (1988)
- Foundation Series (Sammelausgabe von 1–4; 1986)
- Foundation, Foundation and Empire, Second Foundation (2010, Sammelausgabe von 1–3)

Deutsche Sammelausgaben:
- Die Psychohistoriker. Übersetzt von Barbara Heidkamp. Bastei Lübbe (Paperback #28108, 1983), ISBN 3-404-28108-X (Sammelausgabe von 1–3).
- Die Foundation-Trilogie. Übersetzt von Rosemarie Hundertmarck. Heyne (Bibliothek der Science Fiction Literatur #79), 1991, ISBN 3-453-04265-4 (Sammelausgabe von 1–3).

### Positronic Robots / Robotergeschichten
Erzählbände und Sammlungen
- I, Robot (1950)
  - Deutsch: Ich, der Robot. Übersetzt von Otto Schrag. Rauch-Verlag (Rauchs Weltraum-Bücher #4), 1952. Auch als: Ich, der Robot. Das Neue Berlin, Berlin 1982, DNB 850185068. Auch als: I, Robot. Heyne, 2004, ISBN 3-453-87732-2. Auch als: Ich, der Roboter. Übersetzt von Otto Schrag. Heyne, 2014, ISBN 978-3-641-13207-1 (E-Book).
- Earth Is Room Enough (1957)
  - Deutsch: Geliebter Roboter. Übersetzt von Walter Brumm. Heyne (SF&F #3066), 1966, DNB 1010268147.
- The Rest of the Robots (1964)
- The Bicentennial Man and Other Stories (1976)
  - Deutsch: Der Zweihundertjährige. Übersetzt von Elisabeth Simon. Heyne (SF&F #3621), 1978, ISBN 3-453-30531-0.
- I, Robot / Earth Is Room Enough / The Bicentennial Man (1978)
  - Deutsch: Meine Freunde, die Roboter. Übersetzt von Otto Schrag, Walter Brumm und Elisabeth Simon. Heyne (Bibliothek der Science Fiction Literatur #20), 1982, ISBN 3-453-30853-0.
- The Complete Robot (1982)
  - Deutsch: Alle Roboter-Geschichten. Bastei Lübbe (Paperback #28101), 1982, ISBN 3-404-28101-2.
- The Robot Collection (Sammelausgabe von Erzählband und 2 Romanen; 1983)
- Robot Visions (1990)
  - Deutsch: Robotervisionen. Übersetzt von Marcel Bieger, Ingrid Herrmann und Fredy Köpsell. Bastei Lübbe (Bastei-Lübbe Paperback #28204), Bergisch Gladbach 1992, ISBN 3-404-28204-3.
- I, Robot: The Illustrated Screenplay (1994; mit Harlan Ellison)

Einzelne Romane und Erzählungen
- Cal (1990, Kurzgeschichte)
  - Deutsch: Cal. In: Isaac Asimov: Gold. Bastei Lübbe (Bastei-Lübbe SF Special #24206), Bergisch Gladbach 1995, ISBN 3-404-24206-8.
- The Positronic Man (1992, Roman; mit Robert Silverberg)
  - Deutsch: Der positronische Mann. Übersetzt von Walter Brumm. Heyne (Allgemeine Reihe #10624), 1998, ISBN 3-453-13696-9. Auch als: Der 200 Jahre Mann. Übersetzt von Walter Brumm. Heyne (Allgemeine Reihe #20049), 2000, ISBN 3-453-17003-2.

Geschichten um Elijah Baley und R. Daneel Olivaw
- 1 The Caves of Steel (3 Teile in: Galaxy Science Fiction, October 1953 ff.)
  - Deutsch: Der Mann von drüben. Übersetzt von Mortimer Colvin. AWA (Astron-Bücherei), 1956. Auch als: Der Mann von drüben. Übersetzt von Hansheinz Werner. Heyne-Bücher #90, München 1961, DNB 450151964. Auch als: Die Stahlhöhlen. Übersetzt von Heinz Zwack (als Heinz Nagel). Heyne (Bibliothek der Science Fiction Literatur #71), 1988, ISBN 3-453-02757-4.
- 2 The Naked Sun (3 Teile in: Astounding Science Fiction, October 1956 ff.)
  - Deutsch: Die nackte Sonne. Übersetzt von Jesco von Puttkamer. AWA (Astron-Bücherei), 1960. Auch als: Mord unter fremder Sonne. Übersetzt von Jesco von Puttkamer. Pabel (Utopia-Großband #174), 1962. Auch als: Die nackte Sonne. Übersetzt von Jesco von Puttkamer. Heyne Bücher #177, München 1962, DNB 450152103. Auch als: Die nackte Sonne. Übersetzt von Heinz Zwack. Heyne, 2014, ISBN 978-3-641-13208-8 (E-Book).
- 3 The Robots of Dawn (1983)
  - Deutsch: Aurora oder der Aufbruch zu den Sternen. Übersetzt von Heinz Zwack. Heyne (Allgemeine Reihe #6579), 1985, ISBN 3-453-02159-2. Auch als: Der Aufbruch zu den Sternen. Übersetzt von Heinz Zwack. Heyne (SF&F #8103), 1997, ISBN 3-453-12768-4.
- 4 Robots and Empire (1985)
  - Deutsch: Das galaktische Imperium. Übersetzt von Heinz Zwack. Heyne (Allgemeine Reihe #6607), 1990, ISBN 3-453-02201-7.
- Mother Earth (in: Astounding Science Fiction, May 1949)
  - Deutsch: Mutter Erde. In: Martin Greenberg (Hrsg.): 8 Science Fiction-Stories. (Heyne-Anthologien #8), 1964.
- The Robot Novels (Sammelausgabe von 1 und 2; 1971)
- Mirror Image (in: Analog Science Fiction/Science Fact, May 1972)
  - Deutsch: Spiegelbild. In: Isaac Asimov: Wenn die Sterne verlöschen. Übersetzt von Jürgen Saupe. Pabel (Terra Taschenbuch #264), 1975.

Sammelausgaben:
- The Robot Trilogy (Sammelausgabe von 1–3; 1986)
- Robots and Murder (Sammelausgabe von 1–3; 1999)

Deutsch:
- Die Stahlhöhlen. Übersetzt von Heinz Zwack. Heyne (Bibliothek der Science Fiction Literatur #71), 1990, ISBN 3-453-02757-4. (Sammelausgabe von 1–2).

Geschichten um Susan Calvin
- Liar! (in: Astounding Science-Fiction, May 1941; auch: Out of the Unknown, 1996)
  - Deutsch: Ein Lügner. In: Isaac Asimov: Ich, der Robot. Gebrüder-Weiß (Utopische TB), 1952. Auch als: Lügner! In: Isaac Asimov und Martin H. Greenberg: Die besten Stories von 1941. Moewig (Playboy Science Fiction #6713), 1981, ISBN 3-8118-6713-X.
- Paradoxical Escape (in: Astounding Science Fiction, August 1945; auch: Escape!, 1950)
  - Deutsch: Flucht. In: Isaac Asimov: Ich, der Robot. 1952.
- Evidence (in: Astounding Science Fiction, September 1946)
  - Deutsch: Beweismaterial. In: Isaac Asimov: Ich, der Robot. 1952. Auch als: Ein schlagender Beweis. In: William F. Nolan (Hrsg.): Die Anderen unter uns: Von Menschen und Pseudomenschen. Melzer, 1965. Auch als: Schlagender Beweis. In: Isaac Asimov: Alle Roboter-Geschichten. Bastei Lübbe (Paperback #28101), 1982, ISBN 3-404-28101-2.
- Little Lost Robot (in: Astounding Science Fiction, March 1947)
  - Deutsch: Kleiner verlorener Robot. In: Isaac Asimov: Ich, der Robot. Gebrüder-Weiß, (Utopische TB), 1952. Auch als: Kleiner verirrter Roboter. In: René Oth (Hrsg.): Die Zeitpolizei. Luchterhand (Sammlung Luchterhand #546), 1985, ISBN 3-472-61546-X. Auch als: Kleiner verlorener Roboter. In: Isaac Asimov: Roboterträume. Bastei Lübbe (Paperback #2816), 1988, ISBN 3-404-28162-4.
- The Evitable Conflict (in: Astounding Science Fiction, June 1950)
  - Deutsch: Der unvermeidbare Konflikt. In: Isaac Asimov: Ich, der Robot. 1952. Auch als: Der unvermeidliche Konflikt. In: Isaac Asimov: Ich, der Robot. Heyne (SF&F #3217), 1973. Auch als: Vermeidbarer Konflikt. In: Isaac Asimov: Alle Roboter-Geschichten. Bastei Lübbe (Paperback #28101), 1982, ISBN 3-404-28101-2. Auch als: Der vermeidliche Konflikt. In: Isaac Asimov: Ich, der Roboter. Übersetzt von Otto Schrag. Heyne, 2014, ISBN 978-3-641-13207-1 (E-Book).
- Satisfaction Guaranteed (in: Amazing Stories, April 1951)
  - Deutsch: Geliebter Roboter. In: Isaac Asimov: Geliebter Roboter. Heyne (SF&F #3066), 1966.
- Risk (in: Astounding Science Fiction, May 1955)
  - Deutsch: Risiko. In: Abenteuer Weltraum. Bastei Lübbe (Science Fiction Special #24017), 1981, ISBN 3-404-24017-0.
- Galley Slave (in: Galaxy Science Fiction, December 1957)
  - Deutsch: Der perfekte Roboter. In: Helmuth W. Mommers und Arnulf D. Krauß (Hrsg.): 9 Science Fiction-Stories. (Heyne-Anthologien #30), 1969. Auch als: Galeerensklave. In: Isaac Asimov: Alle Roboter-Geschichten. Bastei Lübbe (Paperback #28101), 1982, ISBN 3-404-28101-2. Auch als: Der Sklave. In: Isaac Asimov, Martin H. Greenberg, Charles G. Waugh (Hrsg.): Die 7 Todsünden der Science Fiction. Moewig (Playboy Science Fiction #6738), 1984, ISBN 3-8118-6738-5.
- Lenny (1957)
  - Deutsch: Lenny. In: Isaac Asimov: Alle Roboter-Geschichten. Bastei Lübbe (Paperback #28101), 1982, ISBN 3-404-28101-2.
- Feminine Intuition (in: The Magazine of Fantasy and Science Fiction, October 1969)
  - Deutsch: Jane 5. In: Wulf H. Bergner (Hrsg.): Planet der Selbstmörder. Heyne (SF&F #3186), 1970. Auch als: Weibliche Intuition. In: Isaac Asimov: Der Zweihundertjährige. Übersetzt von Elisabeth Simon. Heyne (SF&F #3621), 1978, ISBN 3-453-30531-0.
- Robot Dreams (1986, in: Isaac Asimov: Robot Dreams)
  - Deutsch: Roboterträume. In: Friedel Wahren (Hrsg.): Isaac Asimov’s Science Fiction Magazin 30. Folge. Heyne (SF&F #4446), 1987, ISBN 3-453-00962-2.

Geschichten um  Mike Donovan
- Reason (in: Astounding Science-Fiction, April 1941)
  - Deutsch: Logik. In: Peter Naujack (Hrsg.): Die besten Science Fiction Geschichten des Golden Age. Diogenes Verlag (detebe #21048), 1952, ISBN 3-257-21048-5. Auch als: Vernunft. In: Isaac Asimov: Ich, der Robot. Übersetzt von Otto Schrag. Karl-Rauch (Rauchs Weltraum-Bücher #4), 1952.
- Runaround (in: Astounding Science-Fiction, March 1942)
  - Deutsch: Runaround. In: Isaac Asimov: Ich, der Robot. Übersetzt von Otto Schrag. Karl-Rauch (Rauchs Weltraum-Bücher #4), 1952. Auch als: Herumtreiber. In: Isaac Asimov: Alle Roboter-Geschichten. Bastei Lübbe (Paperback #28101), 1982, ISBN 3-404-28101-2.
- Catch That Rabbit (in: Astounding Science Fiction, February 1944)
  - Deutsch: Erst den Hasen fangen! In: Isaac Asimov: Ich, der Robot. Übersetzt von Otto Schrag. Karl-Rauch (Rauchs Weltraum-Bücher #4), 1952. Auch als: Fang den Hasen. In: Isaac Asimov: Alle Roboter-Geschichten. Bastei Lübbe (Paperback #28101), 1982, ISBN 3-404-28101-2.
- First Law (in: Fantastic Universe, October 1956)
  - Deutsch: Das Erste Gesetz. In: Isaac Asimov: Alle Roboter-Geschichten. Bastei Lübbe (Paperback #28101), 1982, ISBN 3-404-28101-2.

### Foundation-Romane anderer Autoren
Verschiedene Schriftsteller haben Romane im Foundation-Universum angesiedelt. Dazu zählt die zweite Foundation-Trilogie von Gregory Benford, Greg Bear und David Brin:
- Gregory Benford: Foundation’s Fear (1997)
  - Deutsch: Der Aufstieg der Foundation. Übersetzt von Irene Holicki. Heyne, 2000, ISBN 978-3-453-17926-4.
- Greg Bear: Foundation and Chaos (1998)
  - Deutsch: Foundation und Chaos. Übersetzt von Irene Holicki. Heyne, 2000, ISBN 978-3-453-17932-5. Auch als: Der Fall der Foundation. Übersetzt von Irene Holicki. Heyne, 2006, ISBN 3-453-52157-9.
- David Brin: Foundation’s Triumph (1999)
  - Deutsch: Der Sieg der Foundation. Übersetzt von Irene Holicki. Heyne, 2001, ISBN 978-3-453-17938-7.

Ein weiteres Werk ist die Caliban-Trilogie von Roger MacBride Allen:
- Isaac Asimov’s Caliban (1993)
  - Deutsch: Isaac Asimovs Caliban. Übersetzt von Winfried Czech & Thomas Haufschild. Bastei Lübbe, 1993, ISBN 978-3-404-28214-2.
- Isaac Asimov’s Inferno (1994)
  - Deutsch: Isaac Asimovs Inferno. Übersetzt von Rainer Gladys. Bastei Lübbe, 1994, ISBN 978-3-404-28222-7.
- Isaac Asimov’s Utopia (1996)
  - Deutsch: Isaac Asimovs Utopia. Übersetzt von Winfried Czech. Bastei Lübbe, 1997, ISBN 978-3-404-28302-6.

## Verfilmung
Sony/Columbia hatte sich 2009 die Rechte für die Verfilmung der Foundation-Trilogie gesichert und Roland Emmerich sollte die Regie übernehmen. 2014 wollte HBO die Verfilmung mit Jonathan Nolan angehen.
Apple hat 2019 den Drehbuchautor David S. Goyer („The Dark Knight“-Trilogie) als Showrunner der „Foundation“-Serie für den damals neuen Streaming-Dienst Apple TV+ verpflichtet. Ende Januar 2021 wurde bekannt, dass die Dreharbeiten für die Serie in der Gemeinde Tuineje auf der Insel Fuerteventura stattfinden. Die erste Staffel startete am 24. September 2021.

## Sonstiges
Die Bücher des Foundation-Zyklus spielen in Teilen auch in den Lehren der japanischen Ōmu Shinrikyō (in Europa auch Aum-Sekte genannt – bekannt geworden durch einen Giftgasanschlag auf die U-Bahn in Tokio 1995) eine Rolle.